# Zbigniew Jakubiec
Zbigniew Jakubiec (ur. 28 października 1941 w Tarnobrzegu) – polski doktor habilitowany nauk biologicznych. Specjalizuje się w zagadnieniach z zakresu ekologii i zoologii. Jest profesorem nadzwyczajnym i wykładowcą w Katedrze Ochrony Przyrody na Wydziale Nauk Biologicznych Uniwersytetu Zielonogórskiego. Docent i pracownik naukowy w Instytucie Ochrony Przyrody PAN, członek Komitetu Ochrony Przyrody Polskiej Akademii Nauk i Polskiego Towarzystwa Zoologicznego. Działał w Niezależnym Samorządnym Związku Zawodowym „Solidarność”, współpracował również z Solidarnością Walczącą.

## Życiorys
W 1964 roku ukończył studia na Wydziale Nauk Biologicznych Uniwersytetu Wrocławskiego (ówcześnie Wydział Nauk Przyrodniczych). Uczestnik strajków i wieców na Uniwersytecie Wrocławskim oraz Politechnice Wrocławskiej. W latach 80. XX wieku w ramach działalności opozycyjnej podjął się między innymi kolportażu ulotek i prasy solidarnościowej. Doktoryzował się w 1987 roku, habilitację uzyskał w 2003 na podstawie rozprawy zatytułowanej Niedźwiedź brunatny Ursus arctos L. w polskiej części Karpat.
Od 1982 jego zainteresowania badawcze skupiają się wokół niedźwiedzi. Jak sam wspomina, myśliwi zabili wtedy niedźwiedzia, który wędrował w stronę Beskidu Małego. Od tej chwili „spłaca dług” wobec niego. Ponad 30 lat zajmuje się również ornitologią, zwłaszcza analizą liczebności, biologii i problemów ochrony bociana białego. Autor i redaktor artykułów w Bocianopedii, encyklopedii poświęconej tym ptakom.

## Książki
Autor publikacji książkowych:
- W bocianim kraju[6]
- Niedźwiedź brunatny Ursus arctos L. w polskiej części Karpat[7]
- Bociany i Boćki (wraz z P. Szymońskim)[8]
- Populacja bociana białego Ciconia ciconia (L.) w Polsce[9]
- Ptaki wodne w miastach. Z kamerą i notatnikiem wśród zwierząt[10]

## Wybrane publikacje naukowe
Autor lub współautor publikacji naukowych:
- The relationship between population means and variances of reproductive success differs between local populations of white stork (Ciconia ciconia)[11]
- Przyczyny śmierci młodocianych i młodych niedźwiedzi Ursus arctos w polskiej części Karpat[12].
- Problemy i zagrożenia wynikające z wzajemnego oddziaływania ptaków i napowietrznych linii elektroenergetycznych[13]